# Ludwigsbrücke (Würzburg)

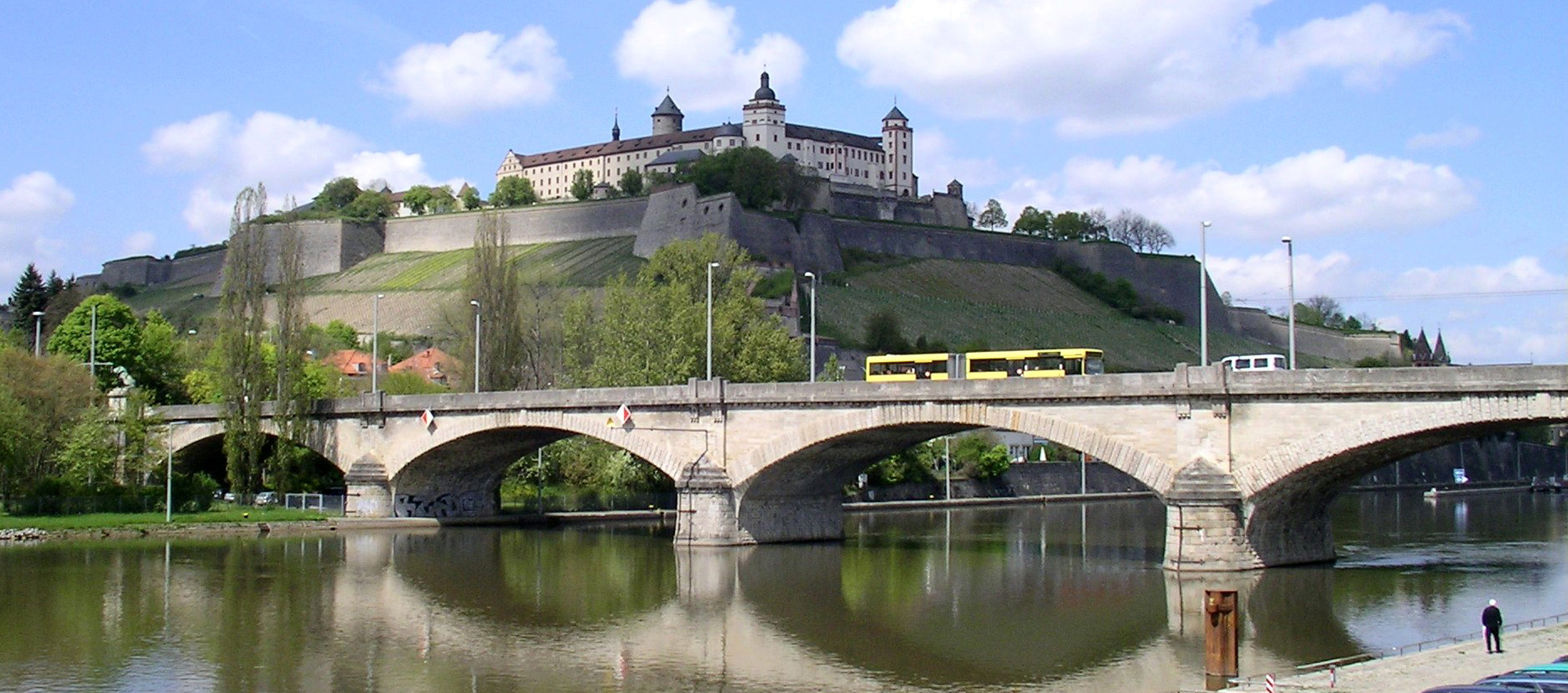
Ludwigsbrücke und Festung Marienberg vom Ludwigkai aus gesehen

Die Ludwigsbrücke, im Volksmund wegen der vier Löwenstatuen an den beiden Auffahrten auch Löwenbrücke genannt, ist eine von sieben Brücken über den Main in Würzburg und wurde 1895 eingeweiht. Über sie führen eine dreispurige Straße, die Trasse zweier Straßenbahnlinien und Fußwege an den beiden Außenseiten.

## Lage
Die Ludwigsbrücke befindet sich bei Mainkilometer 253,06, südlich der Alten Mainbrücke und nördlich des Sebastian-Kneipp-Stegs. Sie verbindet den Stadtteil Nikolausberg am linken Flussufer mit der rechts des Mains gelegenen Altstadt und der Sanderau. Die nächsten für den Kraftfahrtverkehr freigegebenen Brücken sind im Norden die Friedensbrücke und im Süden die Konrad-Adenauer-Brücke.

## Geschichte

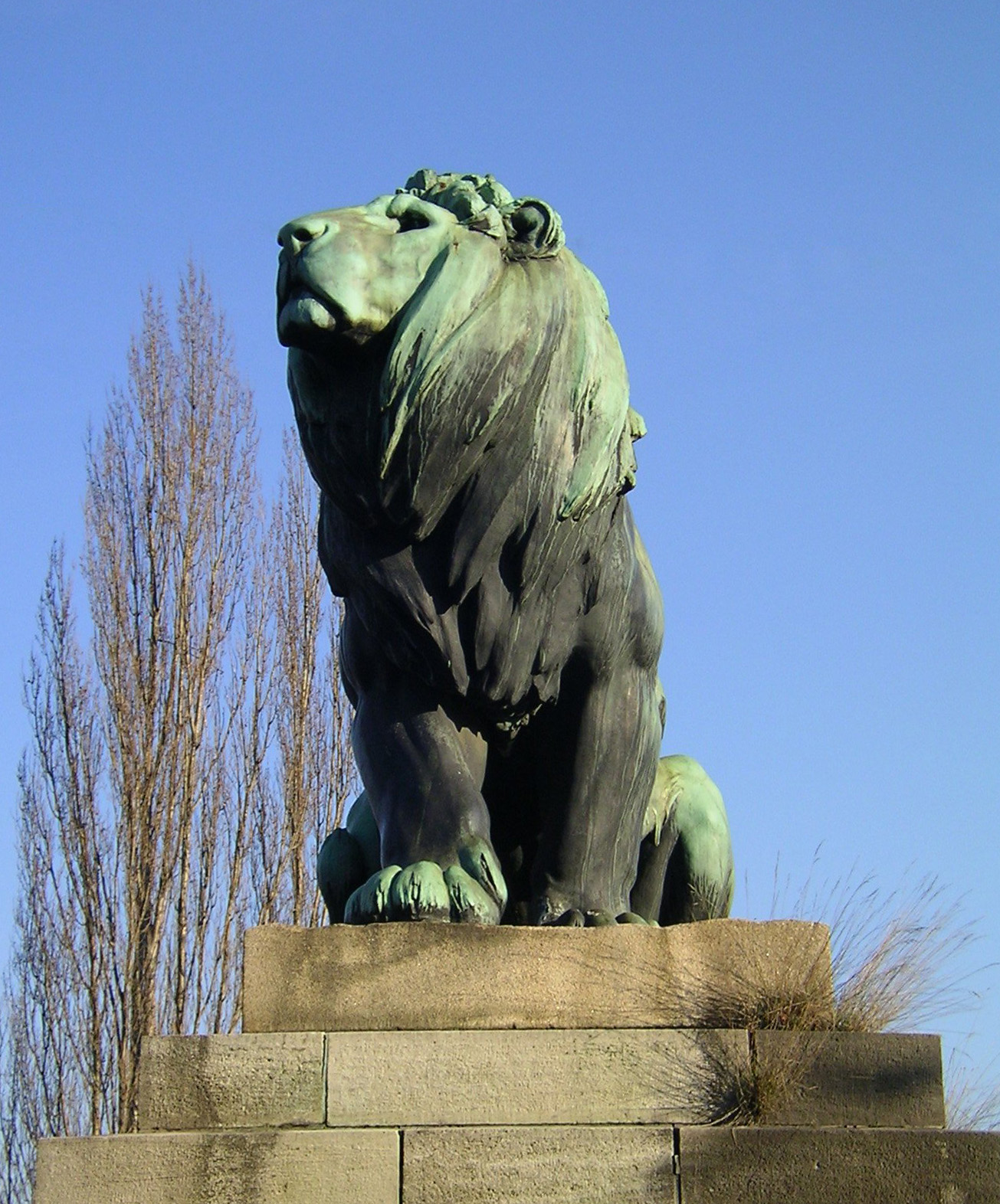
Eine der vier Löwenstatuen

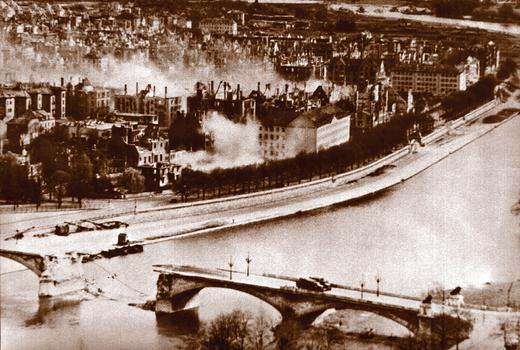
Ludwigsbrücke mit zerstörtem mittleren Bogen im April 1945

Die Planungen für die nach Ludwig III. benannte Brücke gehen auf das Jahr 1882 zurück, mit der Projektierung wurde im April 1885 begonnen. Der eigentliche, aus Anleihen finanzierte Bau begann im Jahr 1891 und die Einweihung der 1894 fertiggestellten Brücke erfolgte am 25. August 1895. Aufgrund des schlechten Wetters an diesem Tag wurde die Brücke drei Wochen später erneut eingeweiht. Die vier Löwenstatuen aus Bronze an den beiden Auffahrten stammen aus der Erzgießerei Ferdinand von Miller und wiegen jeweils etwa 1,4 Tonnen.
Während des Zweiten Weltkriegs wurde die Ludwigsbrücke bei einem Tieffliegerangriff am Abend des 4. Februar 1945 erheblich beschädigt. Am 2. April 1945 gegen 11:30 Uhr wurde sie schließlich als zweite der drei damals im Bereich der Würzburger Altstadt existierenden Mainbrücken von deutschen Truppen gesprengt, um die Einnahme der Stadt durch die Amerikaner zu verhindern. Dennoch konnten amerikanische Soldaten am folgenden Tag auf das rechte Mainufer übersetzen und dort einen Brückenkopf errichten, so dass die Löwenbrücke am 4. April wieder passierbar war. Der zerstörte mittlere Brückenbogen wurde notdürftig mit einer Bailey-Brücke repariert, um den nachrückenden US-Truppen die Überquerung des Flusses zu ermöglichen.
Der auf der Brücke aufliegende Behelfssteg wurde im Jahr 1947 demontiert, nachdem die Lücke des zerstörten Bogens mit einer Stahlkonstruktion geschlossen worden war. Ab dem Jahr 1949 wurde die Ludwigsbrücke originalgetreu restauriert. Der Straßenbahnverkehr über die Brücke wurde am 20. September 1949 wieder aufgenommen.

## Konstruktion

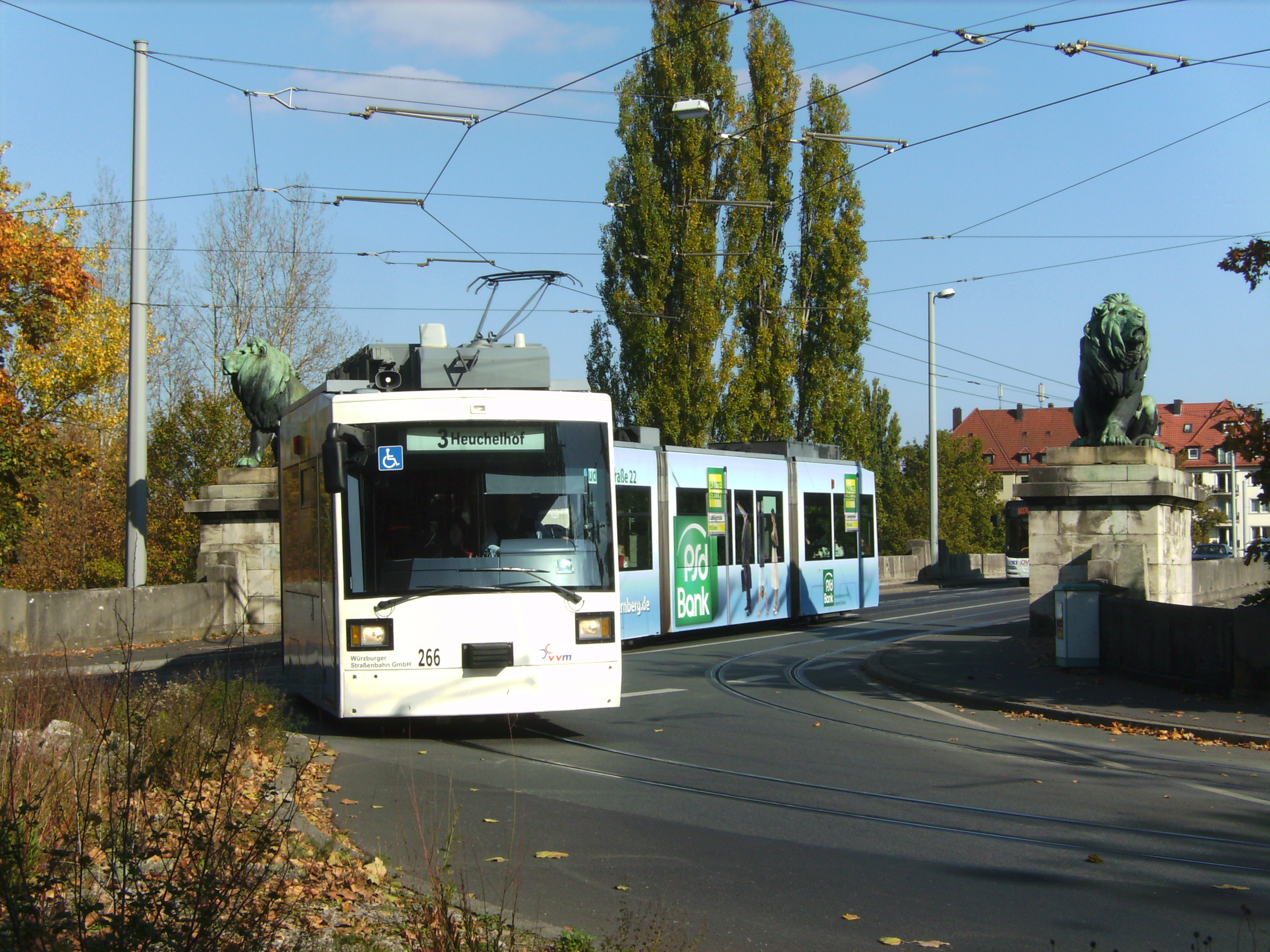
Auto- und Straßenbahnverkehr teilen sich eine Trasse

Bei der Ludwigsbrücke handelt es sich um eine Steinbogenbrücke mit einer Gesamtlänge von 205 Metern. Sie besteht aus fünf Bögen mit jeweils 36 Meter lichter Weite zwischen den Pfeilern, wobei sich die drei mittleren Bögen über dem Wasser befinden. Die Bögen werden von vier Pfeilern getragen, die beiden inneren Pfeiler stehen im Main. Die Durchfahrtshöhe auf dem Fluss beträgt 5,75 Meter.
Anders als die einige Jahre ältere Friedensbrücke wurde die Ludwigsbrücke im Laufe der Zeit nicht verbreitert, sodass Auto- und Straßenbahnverkehr auch heute noch über eine gemeinsame Trasse geführt werden.